# Kingstone, Staffordshire
Kingstone är en civil parish i Storbritannien.   Den ligger i grevskapet Staffordshire och riksdelen England, i den södra delen av landet, 190 km nordväst om huvudstaden London. Antalet invånare är 597. Arean är 11,9 kvadratkilometer.
Terrängen i Kingstone är platt.